# Lappodiamesa wilasseni
Lappodiamesa wilasseni är en tvåvingeart som beskrevs av Makarchenko 1991. Lappodiamesa wilasseni ingår i släktet Lappodiamesa och familjen fjädermyggor. Inga underarter finns listade i Catalogue of Life.